# جونکی ساتو
جونکی ساتو (ژاپنی: 佐藤 遵樹؛ زادهٔ ۱۲ ژوئیهٔ ۱۹۹۴) یک بازیکن فوتبال اهل ژاپن است.
از باشگاه‌هایی که در آن بازی کرده‌است می‌توان به باشگاه فوتبال تسپاکوستاسو گونما اشاره کرد.